# Bo Stief

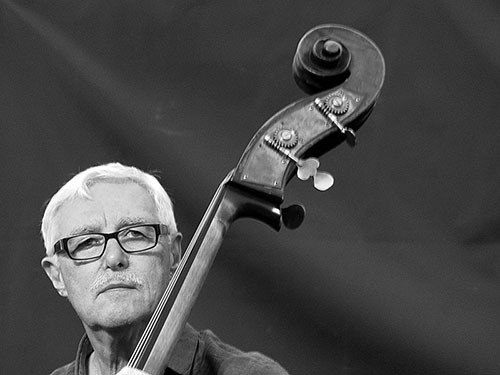
Bo Stief (2015)

Bo Stief (* 15. Oktober 1946 in Kopenhagen) ist ein dänischer Jazzbassist.
Stief spielte zunächst im Jazzhus Montmartre, wo er Rahsaan Roland Kirk, Ben Webster, Stuff Smith, Dexter Gordon, Roy Eldridge oder Kenny Drew begleitete. Seit 1965 gehörte er zum Quintett von Palle Mikkelborg und Alex Riel. 1966 ging er mit Don Cherry, Gato Barbieri und Karl Berger auf Tournee. Später arbeitete er mit Stan Getz, Dizzy Gillespie, Johnny Griffin, Jackie McLean, Terje Rypdal, Jan Garbarek, George Russell, Ernie Watts und Kenny Drew senior (Solo-Duo, ed. 1996). Weiterhin war er mit Peter Herbolzheimers Rhythm Combination & Brass, aber auch mit Joachim Kühn und Zbigniew Seifert auf Tournee. Er spielte auf der Platte Aura von Miles Davis. Seit 1980 leitet Stief ein Quintett, aber auch Gruppen wie Chasing Dreams,  Dream Machine und später One Song III mit dem Akkordeonisten Lelo Niko und dem Pianisten Paulo Rosso.
2005 erhielt er den Django d’Or (Dänemark) als Master of Jazz. 2011 wurde er mit dem Ben Webster Prize ausgezeichnet.